# Schleswig-Holsteinische Erhebung
Bau – Schleswig – Oeversee – Nübel – Düppel – Eckernförde – Düppel – Kolding – Aarhaus – Düppel – Helgoland – Fredericia – Idstedt – Jagel – Missunde – Friedrichstadt – Lottorf
Die Schleswig-Holsteinische Erhebung war eine von der Mehrheit der Staaten des Deutschen Bundes unterstützte politische und militärische Auseinandersetzung der deutschen Nationalbewegung in den Herzogtümern Schleswig und Holstein mit dem Königreich Dänemark. Sie dauerte von 1848 bis 1851 – deswegen die dänische Bezeichnung  Treårskrigen („Dreijahreskrieg“). Die während des Krieges in den Herzogtümern gebildete provisorische schleswig-holsteinische Regierung wurde von den meisten Staaten außerhalb des Deutschen Bundes nicht anerkannt.
Die Erhebung vom März 1848 wurde zum Ersten Schleswig-Holsteinischen Krieg; der Deutsch-Dänische Krieg von 1864 wird deswegen auch als Zweiter Schleswig-Holsteinischer Krieg bezeichnet.

## Hintergrund
Die vielen neuen politischen Strömungen des 19. Jahrhunderts beeinflussten auch die Entwicklung in der dänischen Monarchie, mit der die Herzogtümer Schleswig, Holstein und Lauenburg damals durch Personalunion verbunden waren. Der Wunsch nach Demokratisierung wurde bald von den Bestrebungen nach der Errichtung möglichst einheitlicher Nationalstaaten überlagert. Das Herzogtum Schleswig war gemischt deutsch, dänisch und friesisch besiedelt.
Dennoch beanspruchten die Nationalliberalen beider Seiten, die sehr bald auch durch andere politische Kräfte unterstützt wurden, jeweils das gesamte Herzogtum Schleswig. Die dänischen Nationalliberalen beriefen sich dabei auf die jahrhundertelange Lehnsverbindung Schleswigs mit der dänischen Monarchie und auf die historische Eidergrenze, die schon 811 zwischen Karl dem Großen und dem dänischen Wikingerkönig Hemming vereinbart worden war, und die deutschen Schleswig-Holsteiner auf den Vertrag von Ripen von 1460, wonach die Herzogtümer „up ewig ungedeelt“ (auf ewig ungeteilt) bleiben sollten, und dazu auf die ebenfalls seit Jahrhunderten währende staatsrechtliche Trennung von Königreich und Herzogtum. Außerdem betonte Herzog Christian August von Schleswig-Holstein-Sonderburg-Augustenburg seine Erbansprüche auf die Herzogtümer.

Anteile an der Einwohneranzahl

Die staatsrechtliche Situation stellte sich wie folgt dar: Anders als Holstein war das Herzogtum Schleswig ein dänisches Lehen und damit weder Teil des Heiligen Römischen Reiches Deutscher Nation noch Teil des 1815 auf dem Wiener Kongress errichteten Deutschen Bundes. In seiner Eigenschaft als Herzog von Holstein war der König von Dänemark aber auch im obersten Organ dieses Staatenbundes, der Frankfurter  Bundesversammlung, vertreten. Dies war für ausländische Staatsoberhäupter möglich, sofern sie über Territorien innerhalb des Bundesgebiets herrschten.

## Auslöser
Der dänische König Christian VIII. herrschte als König über Dänemark und als Herzog jeweils über Schleswig, Holstein und Lauenburg. Nach dem Tod seines kinderlosen Sohnes Friedrich würde im Königreich Dänemark voraussichtlich die weibliche Linie den nächsten König stellen. In Holstein hingegen würde die Manneslinie der so genannten jüngeren königlichen Linie (Augustenburger Linie) zur Herrschaft kommen. Christian ernannte einseitig eine Kommission zur Erbfolge und legte dann in einem Brief vom 8. Juli 1846 deren Ergebnisse dar. Seiner Meinung nach gelte die Erbfolge über die weibliche Linie auch für Holstein. Deutsche Gelehrte lehnten diese Sichtweise ab.
Am 20. Januar 1848 starb der König; sein Sohn Friedrich VII. versuchte vergeblich, einen Kompromiss zwischen (eider)dänischen und schleswig-holsteinischen Interessen zu erreichen. Die langsame Eskalation kam nach den Ereignissen im Februar und März zu einem Höhepunkt.
Nach der Pariser Februarrevolution 1848 kam es in ganz Europa zu politischen Unruhen, und in vielen deutschen Staaten brach die März-Revolution aus. Auch im dänischen Gesamtstaat überschlugen sich die Ereignisse. Da der neue König Friedrich VII. wenig Interesse daran hatte, die Regierungsgeschäfte selbst zu führen, gestattete er die Ausarbeitung einer künftigen dänischen Verfassung. Die Initiative dazu war bereits von seinem Vater in die Wege geleitet worden. Dabei spielte die Stellung der Herzogtümer eine wichtige Rolle.
Die deutschgesinnten Schleswig-Holsteiner fürchteten, dass sich die oppositionelle eiderdänische Linie im Parlament durchsetzen würde. Hätte letztere die Oberhand gewonnen, wäre eine Einverleibung Schleswigs in das Königreich die befürchtete Folge gewesen. Die gewünschte Einheit der Herzogtümer wäre somit unmöglich gemacht worden; zum andern wäre die eigenständige Stellung Schleswigs beendet worden. Da die bestehende Personalunion mit Dänemark in Frage gestellt war, wünschten die deutschgesinnten Schleswig-Holsteiner darüber hinaus die Schaffung eines selbständigen, vollkommen von Dänemark unabhängigen Landes Schleswig-Holstein. Dieses Land solle insgesamt Mitglied im Deutschen Bund werden, was bislang nur für Holstein und Lauenburg galt.
In den ersten Monaten 1848 änderte sich auch sonst vieles im Deutschen Bund. Der Bundestag, in dem nun meist liberale Gesandte die Staaten vertraten, billigte ab 4. April in mehreren Beschlüssen die Schleswig-Holsteinische Regierung und die preußische Unterstützung für sie. Im Juli 1848 entstand in Frankfurt eine provisorische Reichsregierung des entstehenden Deutschen Reiches. Der Bundestag übertrug seine Befugnisse an diese Reichsregierung im Juli 1848. Die Reichsregierung wurde im Dezember 1849 durch eine Bundeszentralkommission abgelöst; erst im Sommer 1851 wurde der deutsche Bundestag wieder voll aktiviert.

## Auftakt des Krieges

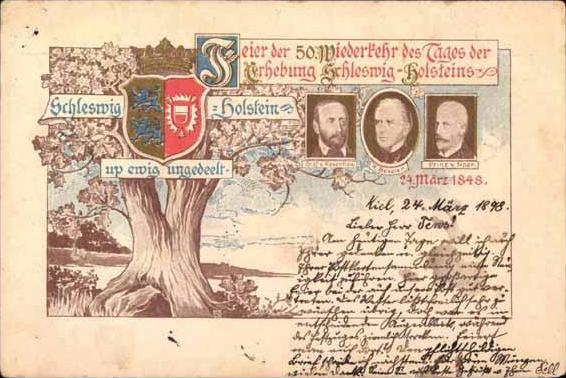
Erinnerung, 1898

Am 18. März 1848 beschlossen in Rendsburg deutschgesinnte Vertreter der Ständeversammlungen Schleswigs und Holsteins, eine Deputation zu König Friedrich VII. mit der ultimativen Forderung einer freien Verfassung zu senden. Diese sollte unter anderem die Aufnahme Schleswigs in den Deutschen Bund und die Bildung einer schleswig-holsteinischen Volksarmee unter der Führung eigener Offiziere enthalten. Diese Forderung hätte Schleswig-Holstein praktisch von Dänemark getrennt, lediglich der dänische König wäre als gemeinsamer Monarch geblieben.
Am 20. März interpretierte eine große öffentliche Versammlung im Kopenhagener Casino-Theater diese Nachricht in der Weise, dass ein Aufruhr in den Herzogtümern ausgebrochen sei. Angesichts dieser Drohung beschloss die Versammlung, den König aufzufordern, eine handlungsfähigere Regierung zu ernennen. Am nächsten Tag versammelten sich 15.000–20.000 Bürger und begaben sich zum Schloss, wo der König bekanntgab, er habe die Minister auf Empfehlung seines Geheimstaatsministers schon entlassen. Im neuen Kabinett waren mehrere nationalliberale Eiderdänen vertreten.
Am 23. März verbreitete sich in Kiel das Gerücht, dass der König handlungsunfähig und „in den Händen des Pöbels“ sei. Zu dieser Interpretation trugen sowohl die Revolutionen in Wien und Berlin, die wenige Tage zuvor stattgefunden hatten, als auch die weithin bekannte politische Indifferenz des erst seit zwei Monaten regierenden Königs bei. Ein Kreis aus schleswig-holsteinisch gesinnten Prominenten ergriff die Chance und bildete am 24. März eine provisorische Regierung, die im Namen ihres angeblich unfreien Landesherren, des Königs, handeln sollte. Am nächsten Morgen ging eine Proklamation hinaus, die die Vereinigung Schleswigs und Holsteins forderte, jedoch nicht die Personalunion mit dem Königreich Dänemark aufheben wollte; die Aufgabe der provisorischen Regierung sei es, die beiden Herzogtümer und den König gegen den angeblich stattgefundenen Übergriff zu verteidigen. Die nichtrevolutionäre Betonung trug dazu bei, dass fast alle staatlichen Beamten und Städte der Herzogtümer in der nächsten Zeit die provisorische Regierung als legitim anerkannten.

## Kriegsverlauf

### 1848

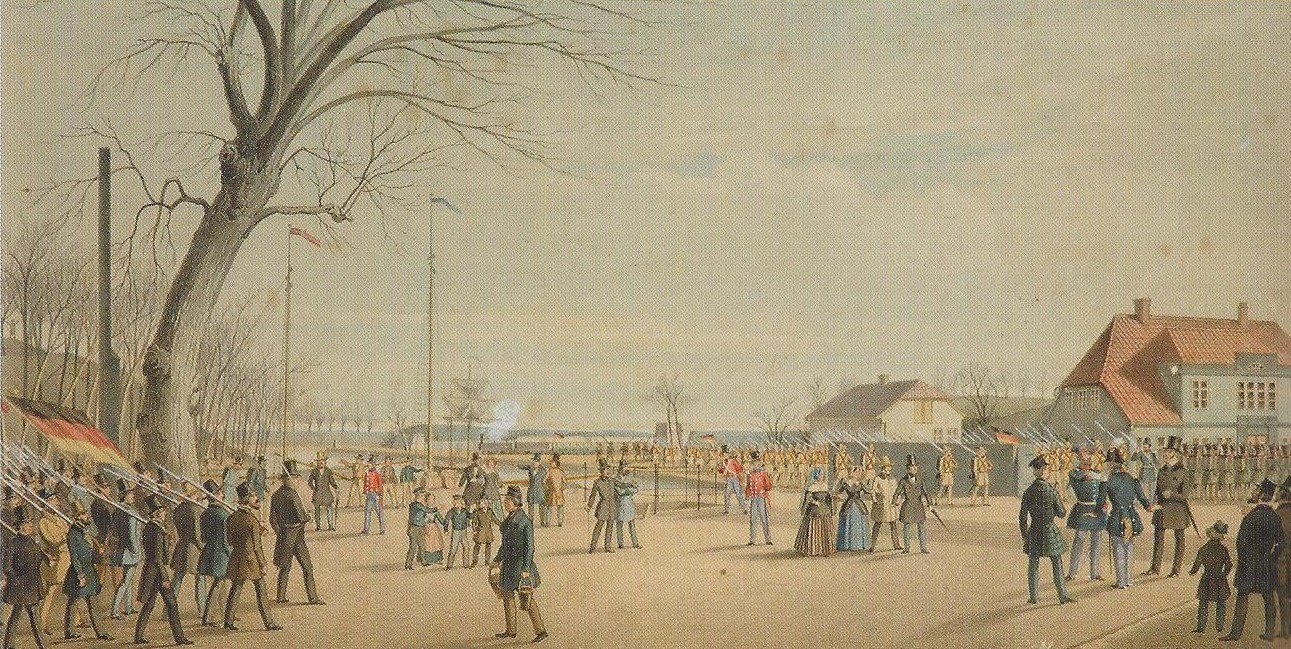
Einnahme der Festung Rendsburg

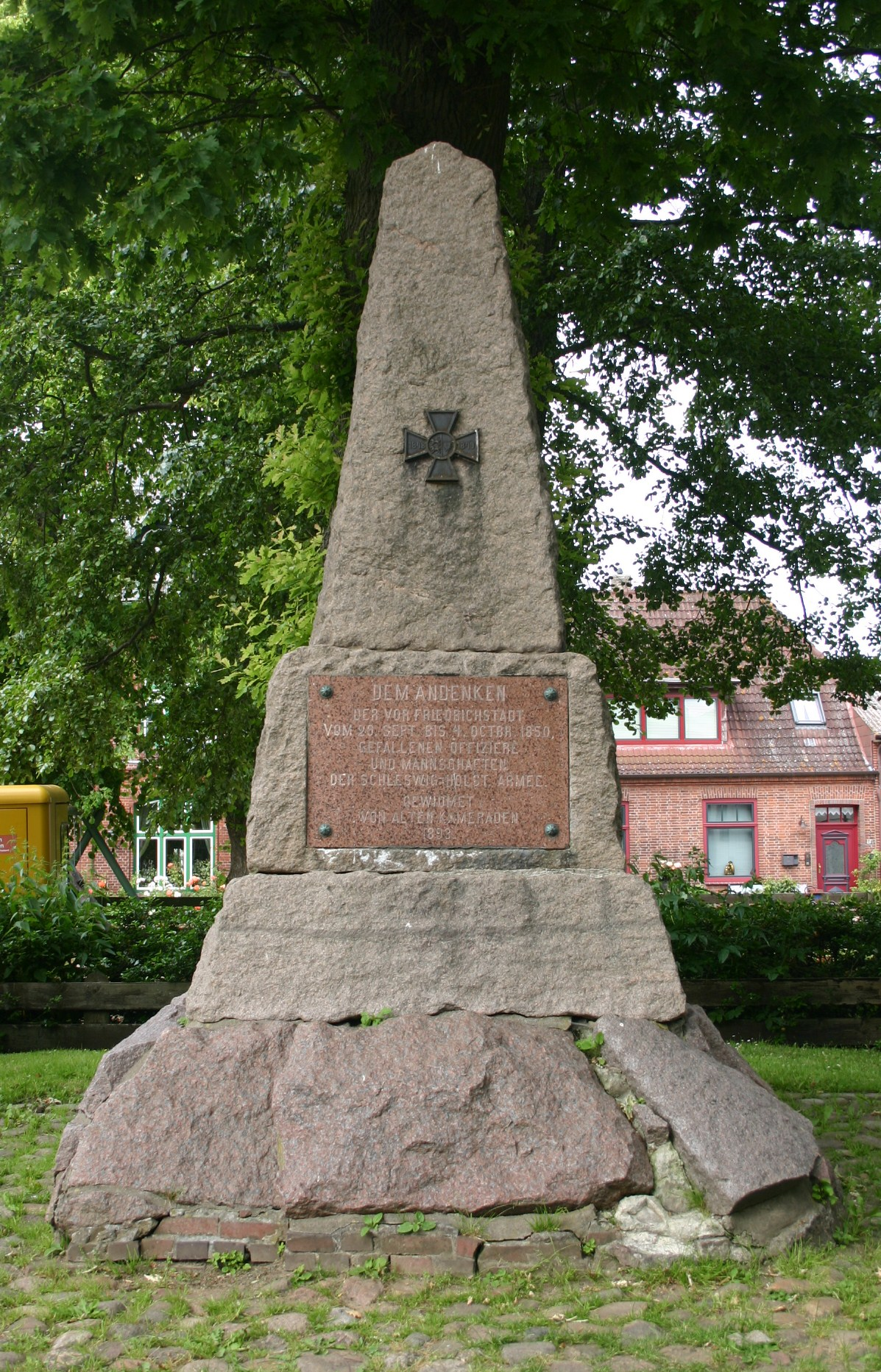
Gedenkstein für die gefallenen Soldaten der Schleswig-Holsteinischen Armee in Friedrichstadt

Die selbsternannte Kieler Regierung erwartete, dass die Kopenhagener Regierung ihr mit Gewalt begegnen würde. Die Festung Rendsburg war der strategische Dreh- und Angelpunkt in den Herzogtümern. Deshalb ging es zunächst darum, diese Festung in schleswig-holsteinische Hände zu bekommen. Am Morgen des 24. März fuhr ein Extrazug von Kiel nach Rendsburg mit den Soldaten der Kieler Garnison sowie 50 Freiwilligen unter dem Kommando des provisorischen Kriegsministers Prinz Friedrich von Noer (Bruder des Augustenburger Herzogs). Durch das Läuten der Feuerglocke gelang es, die Soldaten der Garnison unbewaffnet aus der Festung zu locken. Offizieren wurde freier Abzug gewährt, während sich fast alle Soldaten dem Aufruhr anschlossen. In den folgenden Tagen gingen die meisten der in Schleswig stationierten Soldaten und Unteroffiziere, sowie 65 Offiziere in den schleswig-holsteinischen Dienst, während 94 Offiziere nicht ihren Treueeid zum König brechen wollten.
Nach der Überrumpelung von Rendsburg drangen die schleswig-holsteinischen Verbände nach Norden vor, wurden aber im Gefecht von Bau unweit von Flensburg am 9. April zurückgeschlagen. Ihre Reste flohen zurück in die Festung Rendsburg, erhielten von nun an aber Unterstützung durch preußische Truppen, die im Namen des Deutschen Bundes handelten. Rendsburg wurde für einige Monate Sitz der Provisorischen Regierung.
- 23. April: Preußischer Sieg in der Schlacht von Schleswig
- 23. April: Deutscher Sieg im Gefecht bei Missunde
- 24. April: Preußischer Sieg in der Schlacht bei Oeversee
- 27. Mai: Schlacht bei Sundeved
- 28. Mai: Dänischer Sieg in der Schlacht bei Nybøl
- 05. Juni: Dänischer Sieg in der (ersten) Schlacht bei den Düppeler Schanzen

Auf dem Lande drangen preußische Truppen unter Feldmarschall Friedrich von Wrangel, unterstützt durch schleswig-holsteinische Verbände, im Mai 1848 in Dänemark ein; durch den Einfluss Englands, Frankreichs und Russlands wurde jedoch der Waffenstillstand von Malmö erzwungen.
Beim Krieg mit Dänemark machte sich für die Schleswig-Holsteiner und die mit ihnen Verbündeten das Fehlen von Seestreitkräften sehr nachteilig bemerkbar. Die starke dänische Flotte beherrschte den Kriegsschauplatz. Durch eine dänische Seeblockade kam innerhalb weniger Tage der norddeutsche Seehandel zum Erliegen. Die am 18. Mai 1848 zusammengetretene Frankfurter Nationalversammlung beschloss am 14. Juni, eine deutsche Reichsflotte aufzustellen und dafür 6 Millionen Reichsthaler bereitzustellen. Diese Entscheidung gilt als Geburtsdatum einer nationalen deutschen Marine. Auch im aufständischen Schleswig-Holstein wurde eine kleine Flotte aufgebaut.

### 1849

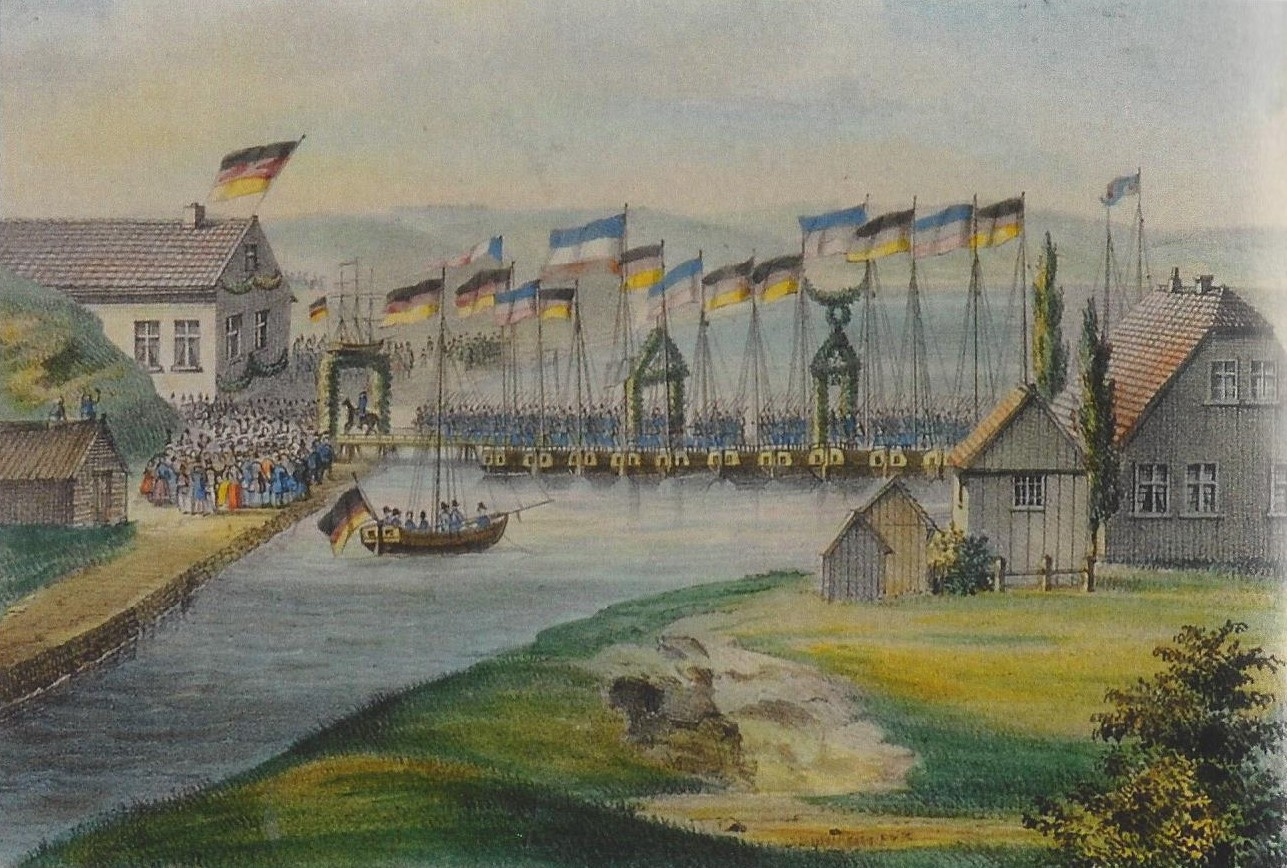
Rückmarsch der Schleswig-Holsteinischen Truppen, 1849

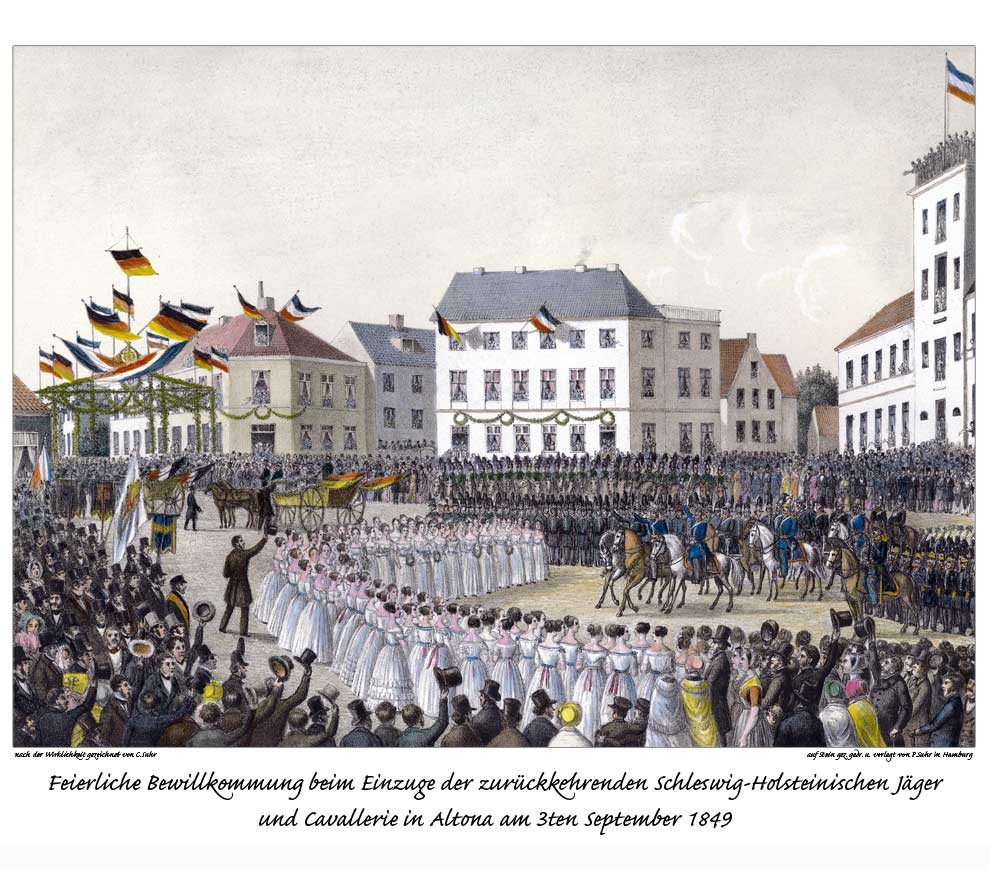
Rückkehr der Schleswig-Holsteinischen Jäger nach Altona 1849, Lithografie der Gebrüder Suhr

Nach der Kündigung des Waffenstillstands von Malmö am 22. Februar durch Dänemark flammte der Krieg im April 1849 wieder auf. Die Provisorische Zentralgewalt, die gesamtdeutsche Regierung, setzte im März 1849 eine Statthalter-Regierung ein. Abermals führte die Zentralgewalt den Krieg weiter, wobei die Ausführung in erster Linie in preußischen Händen lag. Es taten sich auch die Fürsten Thüringens hervor. Nach dem von Herzog Ernst II. von Sachsen-Coburg und Gotha geführten Gefecht bei Eckernförde am 5. April 1849 und den Gefechten bei Kolding am 20. und 23. April 1849 erfolgte der Vorstoß nach Dänemark (u. a. Großherzog Carl Alexander von Sachsen-Weimar-Eisenach) bis zur Belagerung von Fredericia von Mai bis Juni 1849. Preußen schloss unter dem Druck Großbritanniens und Russlands am 10. Juli 1849 einen Waffenstillstand und im Namen des Deutschen Bundes am 2. Juli 1850 einen Sonderfrieden mit Dänemark. Am 10. Juli 1850 folgte der Frieden von Berlin. Während Holstein weiterhin von der Statthalterschaft regiert wurde, stand Schleswig unter der Verwaltung einer Gemeinsamen Regierung, bestehend aus einem dänischen, preußischen und britischen Vertreter.

### 1850

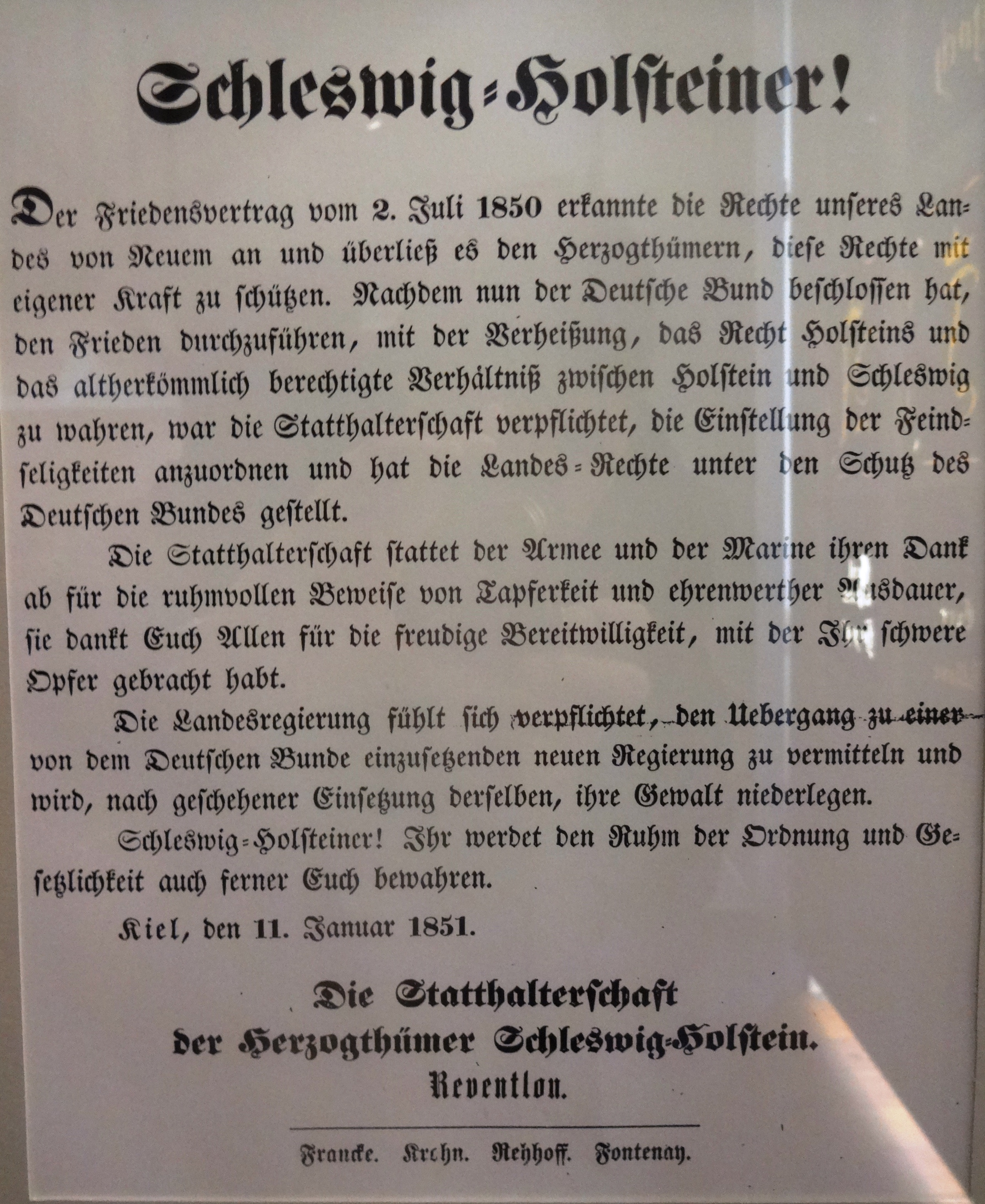
Aufruf der Statthalterschaft an die Schleswig-Holsteiner von 1851

Nachdem Preußen und der Deutsche Bund aus dem Krieg ausgeschieden waren, waren die Schleswig-Holsteiner auf sich allein gestellt. In der Schlacht bei Idstedt am 24. und 25. Juli 1850 erlitten die Schleswig-Holsteiner eine Niederlage. Es kam zur Schlacht zwischen 36.000 dänischen und 26.000 schleswig-holsteinischen Soldaten. Der Verlust (Verletzte und Tote) belief sich auf 3798 dänische und 2828 schleswig-holsteinische Soldaten. Insgesamt blieben 1200 Tote auf dem Schlachtfeld. Damit hatten die dänischen Truppen wieder ganz Schleswig unter ihrer Kontrolle. Im Oktober 1850 unternahmen die Schleswig-Holsteiner einen letzten Angriff auf Friedrichstadt. Er wurde für sie zum Fiasko, die kleine Stadt – seit ihrer Gründung 1621 eine Stätte religiöser Toleranz – wurde zerstört.
Schleswig blieb endgültig unter dänischer Kontrolle und wurde von dem außerordentlichen Regierungskommissar Fritz Tillisch verwaltet. Holstein wurde durch preußische und österreichische Bundestruppen besetzt, die Schleswig-Holsteinische Armee wurde am 1. April 1851 aufgelöst. Viele Beamte und Offiziere der schleswig-holsteinischen Regierung und des Militärs verließen das Land, ein Teil wanderte in die Vereinigten Staaten und nach Australien aus.
Ein wesentliches völkerrechtliches Dokument zur Beendigung des Schleswig-Holsteinischen Krieges bildete das Londoner Protokoll vom 8. Mai 1852, das den Fortbestand der dänischen Herrschaft über die Herzogtümer garantierte, jedoch ihre Eigenständigkeit ebenso festschrieb. Unterzeichner waren Großbritannien, Frankreich, Russland, Preußen und Österreich. Erst hiernach übernahmen die dänisch-gesamtstaatlichen Behörden wieder die Kontrolle über Holstein und Lauenburg.

## Kriegsdenkzeichen
Die Gliedstaaten des Deutschen Bundes stifteten Kriegsdenkmünzen für die Teilnehmer an der Schleswig-Holsteinischen Erhebung:
1. Königreich Bayern: Feldzugsdenkzeichen 1849[7]
2. Herzogtum Braunschweig: Erinnerungs-Medaille für 1848–1849 (Braunschweig)
3. Frankfurt am Main: Kriegsdenkzeichen 1848–1849
4. Hessen-Homburg: Felddienstzeichen für den Feldzug 1849 (Hessen-Homburg)
5. Mecklenburg-Schwerin: Militärverdienstkreuz (Mecklenburg)
6. Herzogtum Nassau: Medaille für das Gefecht bei Eckernförde
7. Großherzogtum Oldenburg: Erinnerungsmedaille für die Veteranen 1848 und 1849 (Oldenburg)
8. Königreich Preußen: Denkmünze für Kombattanten 1848–1849
9. Königreich Preußen: Denkmünze für Nicht-Kombattanten 1848–1849
10. Reuß älterer Linie und Reuß jüngerer Linie: Erinnerungskreuz für Eckernförde[8]
11. Königreich Sachsen: Erinnerungskreuz für Kombattanten 1849
12. Königreich Sachsen: Erinnerungskreuz für Nicht-Kombattanten 1849
13. Herzogtum Sachsen-Coburg und Gotha: Erinnerungskreuz für Eckernförde
14. Herzogtum Sachsen-Altenburg: Erinnerungsmedaille für den Feldzug 1849
15. Schaumburg-Lippe: Gedenkkreuz für den Feldzug 1849
16. Waldeck: Feldzugsmedaille (Waldeck)#Feldzugmedaille 1849
17. Königreich Württemberg: Kriegsdenkmünze für den Feldzug in Schleswig-Holstein (1849)

## Denkmäler

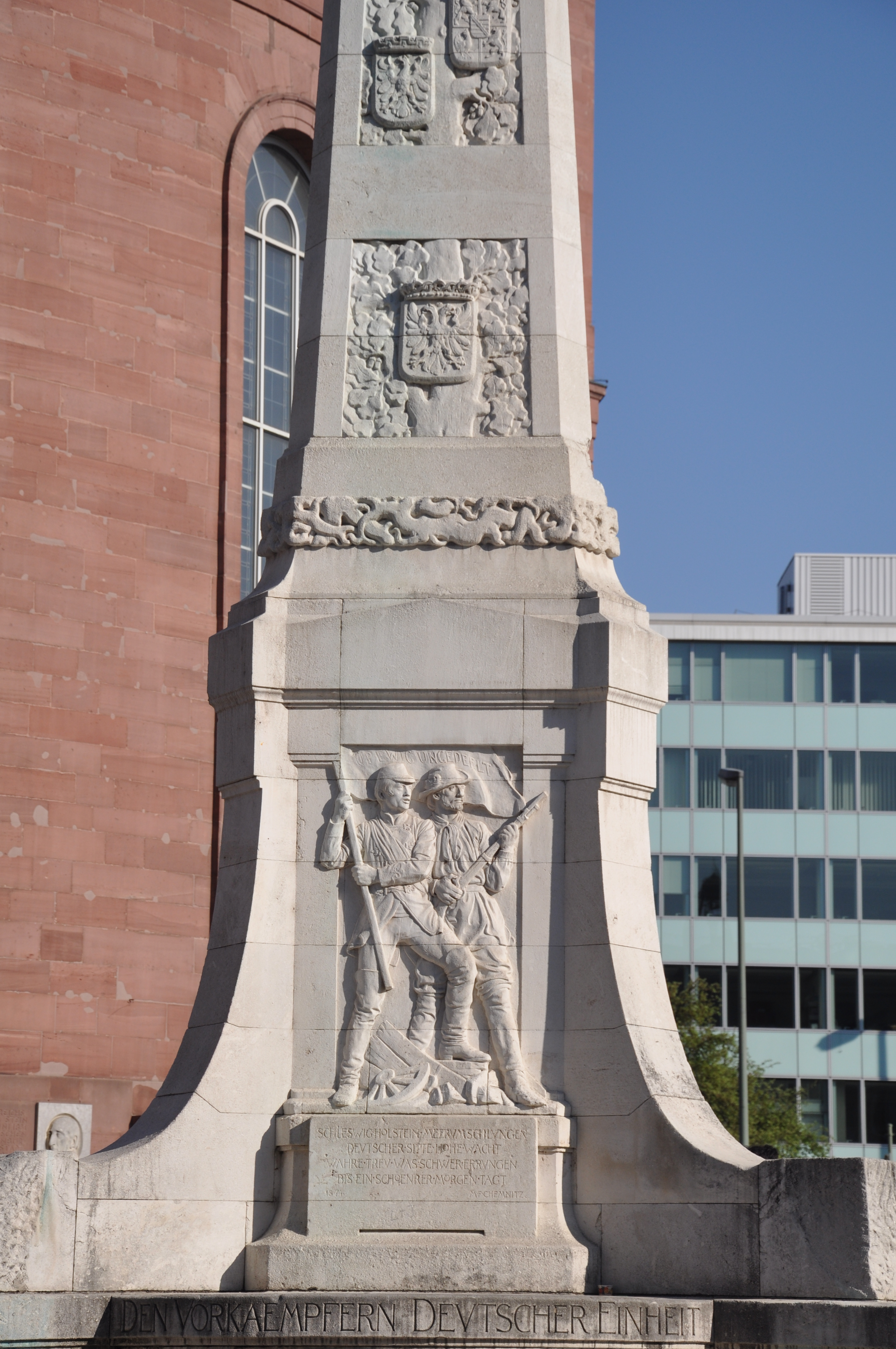
Schleswig-Holstein am Frankfurter Einheitsdenkmal

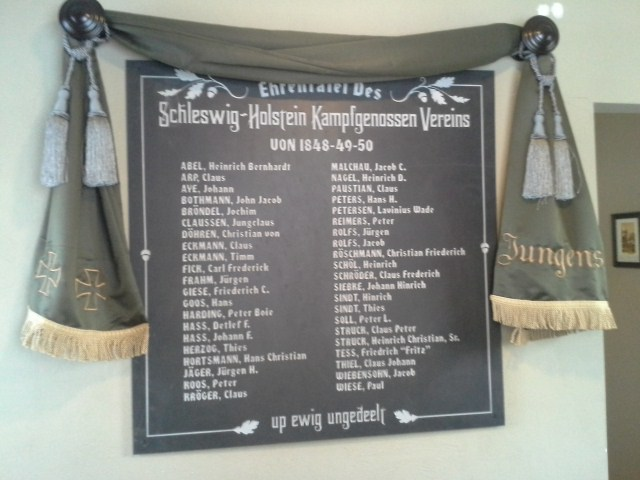
Ehrentafel in Davenport

- Als Denkmal zur Erinnerung an den Sieg bei Idstedt schuf der dänische Bildhauer Herman Wilhelm Bissen (1798–1868) eine als Idstedt-Löwe bekannte Bronzeplastik, die am 25. Juli 1862, dem 12. Jahrestag der Schlacht von Idstedt, auf dem Alten Friedhof in Flensburg enthüllt wurde. 1864 kam das Denkmal nach Berlin und 1945 nach Kopenhagen (Istedløven). Im September 2011 kehrte die Figur nach Flensburg zurück. Seit 1874 gibt es eine Kopie in Berlin.
- Gedenkstein der Schleswig-Holsteinischen Kampfgenossen, Alter Friedhof (Flensburg); 1898 anstelle eines 1849 errichteten und von den dänischen Behörden 1851 entfernten Denkmals. Ein Abguss des alten Denkmals ist sowohl am Stein von 1898 als auch – in Kopie – in der Idstedt-Halle angebracht.
- Gedenkobelisk beim Idstedt Museum
- Gedenkstein, Alter Markt (Kiel), errichtet 2014 zum Gedenken an die Proklamation der Provisorischen Regierung (Schleswig-Holstein) am 24. März 1848.
- Gedenkstein in Hohenlockstedt
- Gedenktafel im Dom zu Schleswig
- Das „Eiserne Kreuz“, ein Obelisk, Grabmal für gefallene Soldaten der schleswig-holsteinischen Armee stand erst auf dem St.-Jürgen-Friedhof (Kiel). Es steht seit 1955 auf dem Nordfriedhof (Kiel).[9]
- Gedenkstein für die Erhebung Schleswig-Holsteins (Blankenese), vergleichbare Denkmäler stehen in verschiedenen holsteinischen Gemeinden und Hamburger Stadtteilen.
- Gedenkstein in Friedrichstadt
- Ehrensäule vor der Anne-Frank-Gemeinschaftsschule in Elmshorn

- Ehrentafel in Davenport (Iowa)

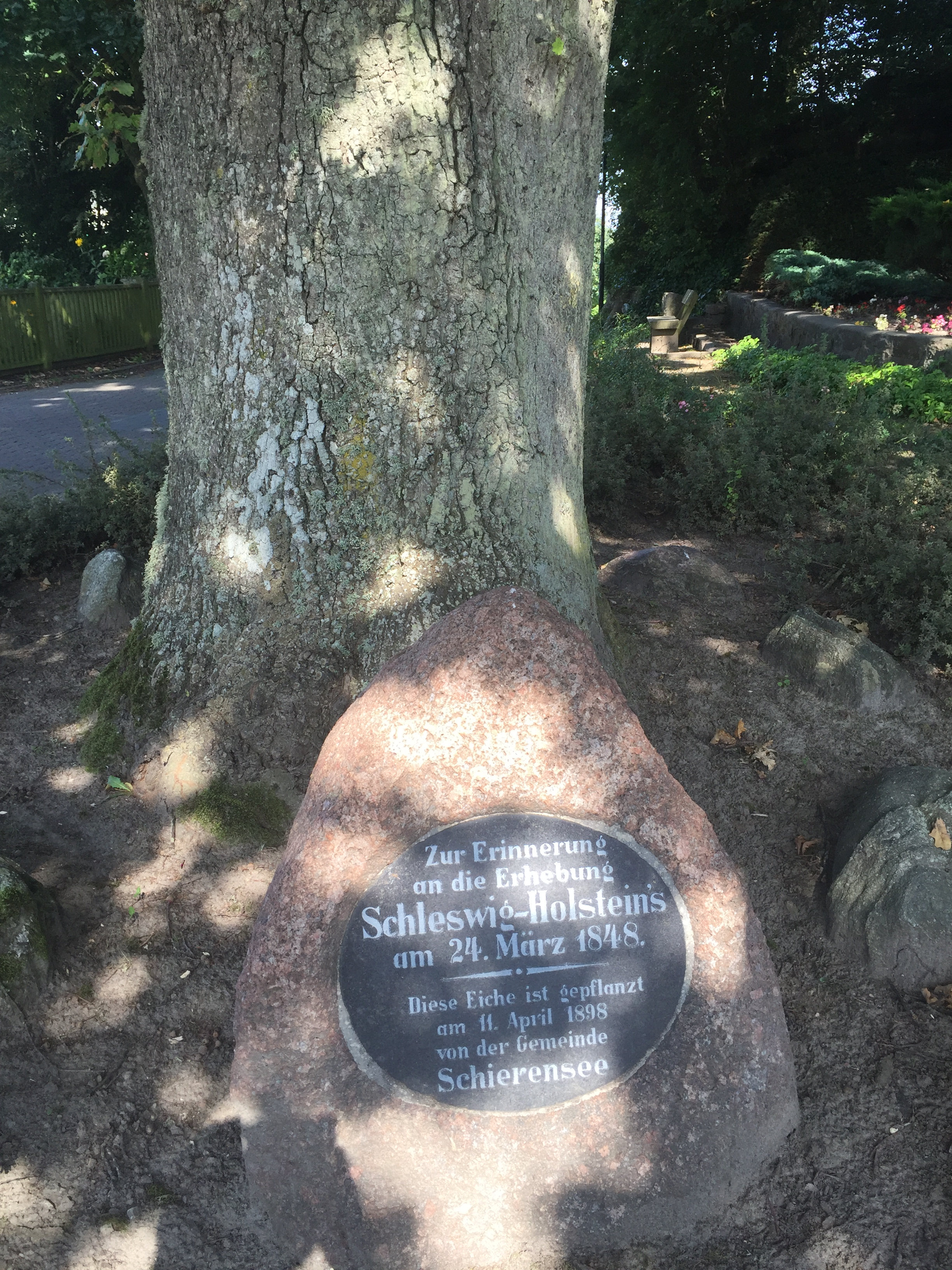
Gedenkstein

- Gedenkstein in Silzen (Schleswig-Holstein)

## Literatur

Kriegsveteranen am 60. Jahrestag auf dem Titelblatt der Eckernförder Zeitung vom 25. März 1908